# Miss rozbitków
Miss Cast Away and the Island Girls - film w reżyserii Bryana Michaela Stollera wydany w lutym 2004. Produkcja tego filmu kosztowała 2 miliony dolarów.

## Fabuła
Samolot lecący do Japonii z najpiękniejszymi amerykańskimi dziewczynami, niespodziewanie musi lądować z powodu awarii silnika. Pilot zmuszony jest do lądowania na jednej z bezludnych wysp Pacyfiku. Dwaj opiekunowie modelek, Maximus Powers oraz Mike Saunders muszą zadbać o bezpieczeństwo swoich podopiecznych. W tym celu uczą je jak przetrwać w niecodziennych warunkach. Rozbitkowie powoli zaczynają sobie radzić w nowym środowisku, do czasu kiedy odkrywają zdumiewające znalezisko. W dzikiej puszczy odkrywają od dawna zagubioną Arkę Noego.

## Obsada
- Eric Roberts jako Captain Maximus Powers
- Charlie Schlatter jako Mike Saunders
- Joyce Giraud jako Julie
- Stuart Pankin jako Noah
- Evan Marriott jako Joe Millionaire
- Michael Jackson jako Agent M.J.